# Luigi Rossi (1867-1941)
Luigi Rossi (Verona, 29 aprile 1867 – Roma, 29 ottobre 1941) è stato un avvocato, giurista e politico italiano.

## Biografia
Professore di diritto costituzionale all'Università di Bologna, fu prima libero docente (dal 1890), dall'anno seguente
docente per incarico, indi divenne ordinario nel 1899. 
Fu eletto deputato per il collegio di Verona nella XXII, XXIII, XXIV, XXV e XXVI legislatura del Regno d'Italia; politicamente, si collocava tra i liberali moderati. Dopo aver insegnato anche all'Università di Roma, fu Sottosegretario al Ministero della Pubblica Istruzione.
Fu inoltre Ministro delle colonie nel primo governo Nitti e nel quinto governo Giolitti nel 1919-21 e Ministro di grazia e giustizia nel primo governo Facta, nel 1922.
Come Ministro delle colonie nel governo Giolitti, stipulò una convenzione secondo cui le forze arabe insorte riconoscevano la sovranità italiana sulla Tripolitania e sulla Cirenaica, in cambio di una larga autonomia nella zona direttamente controllata dal loro capo Ahmed El Senussi. Tale accordo realizzò una temporanea pacificazione della colonia, sino a quando Mussolini non provvide a denunciarlo e a riaprire il conflitto con le forze indigene.
Abbandonata la politica
attiva, nel 1925 tornò a insegnare
e fu tra i fondatori della facoltà di
Scienze politiche dell'Università
di Roma, ove tenne la cattedra di
Diritto pubblico comparato.

## La teoria giuridica
Elaborò la concezione dell’elasticità dello Statuto albertino: “per elasticità intendo la caratteristica conformazione di una Carta costituzionale, la quale agevolmente si adatti alle variabili necessità dei tempi e delle circostanze, perché le sue formule, sintetiche e generiche lasciano largo margine al loro sviluppo e alla loro integrazione, mediante leggi costituzionali particolari, consuetudini e interpretazioni varie”. In epoca di Costituzione flessibile, "tuttavia egli va oltre la tradizione. Siamo nel 1939, un periodo cruciale
per il diritto pubblico italiano. Due anni dopo Mortati darà alle stampe La Costituzione in senso materiale. In realtà Rossi anticipa un tema che sarà ampiamente sviluppato dopo l’entrata in vigore della Costituzione del 1948".